# أمره باسالاك
أمره باسالاك (بالتركية: Emre Basalak) ممثل تركي ولد في إسطنبول بتركيا. بدأ باسالاك العمل بشكل احترافي في معهد كونسرفتوار ولاية إسطنبول في عام 2002، بعد تخرجه من معهد كونسرفتوار جامعة حجة تبة في أنقرة.